# Mesosaurus
Mesosaurus («reptil intermedio» en gr.) es un género de reptiles perteneciente a una familia de uno de los órdenes extinguidos de la subclase de los anápsidos o parareptiles.
El mesosaurio (Mesosaurus) era un reptil de diminuto aspecto cuyos fósiles se localizaron en sedimentos de principios del Pérmico Inferior de América del Sur y del África austral. Se han encontrado después más restos: algunos, en la Australia Meridional. Parece ser que el mesosaurio vivió hasta comienzos del Triásico.
Era un animal carnívoro. Es especialmente conocido por haber sido utilizado como prueba en las teorías que explicaban la distribución de los continentes.

## Mesosaurusy la deriva continental
En 1911, el científico alemán Alfred Wegener observó que pequeños fósiles pertenecientes a un reptil de agua dulce se encontraban en rocas datadas en el Pérmico en localidades de Brasil y de Sudáfrica, pero en ninguna otra parte del mundo. Este dato le hizo sospechar que tal vez aquellas dos regiones entonces tan distantes hubieran estado ligadas en un pasado remoto. Cuando consiguió reunir otras pruebas, Wegener expuso al mundo científico su teoría sobre la deriva continental, en la que además añadía que en el pasado todos los continentes habían estado unidos formando un supercontinente; dio a esa supuesta masa de tierra emergida el nombre de Pangea.

Evidencias fósiles de la deriva continental. Como vieron Sneider-Pellegrini y Alfred Wegener, la localización de ciertos fósiles de animales y plantas, hoy día separados enormemente, mostrarían patrones definidos (mostrados por las bandas de color) si se volvieran a juntar los continentes.

## Morfología
Mesosaurus tenía un cráneo pequeño y alargado, mayor que el de Stereosternum. Mesosaurus estaba provisto de grandes mandíbulas, y tenía dientes más largos. Los dientes estaban inclinados hacia fuera; sobre todo, los anteriores.
Los huesos poscraneales del mesosaurio eran gruesos, como resultado de un fenómeno de paquiostosis en su evolución. El mesosaurio presenta una característica singular entre los reptiles: el hueso llamado cleithrum, que es propio de peces óseos y tetrápodos más primitivos. La cabeza de la interclavícula del mesosaurio es triangular, en lugar de tener forma de diamante como ocurre en otros reptiles antiguos.

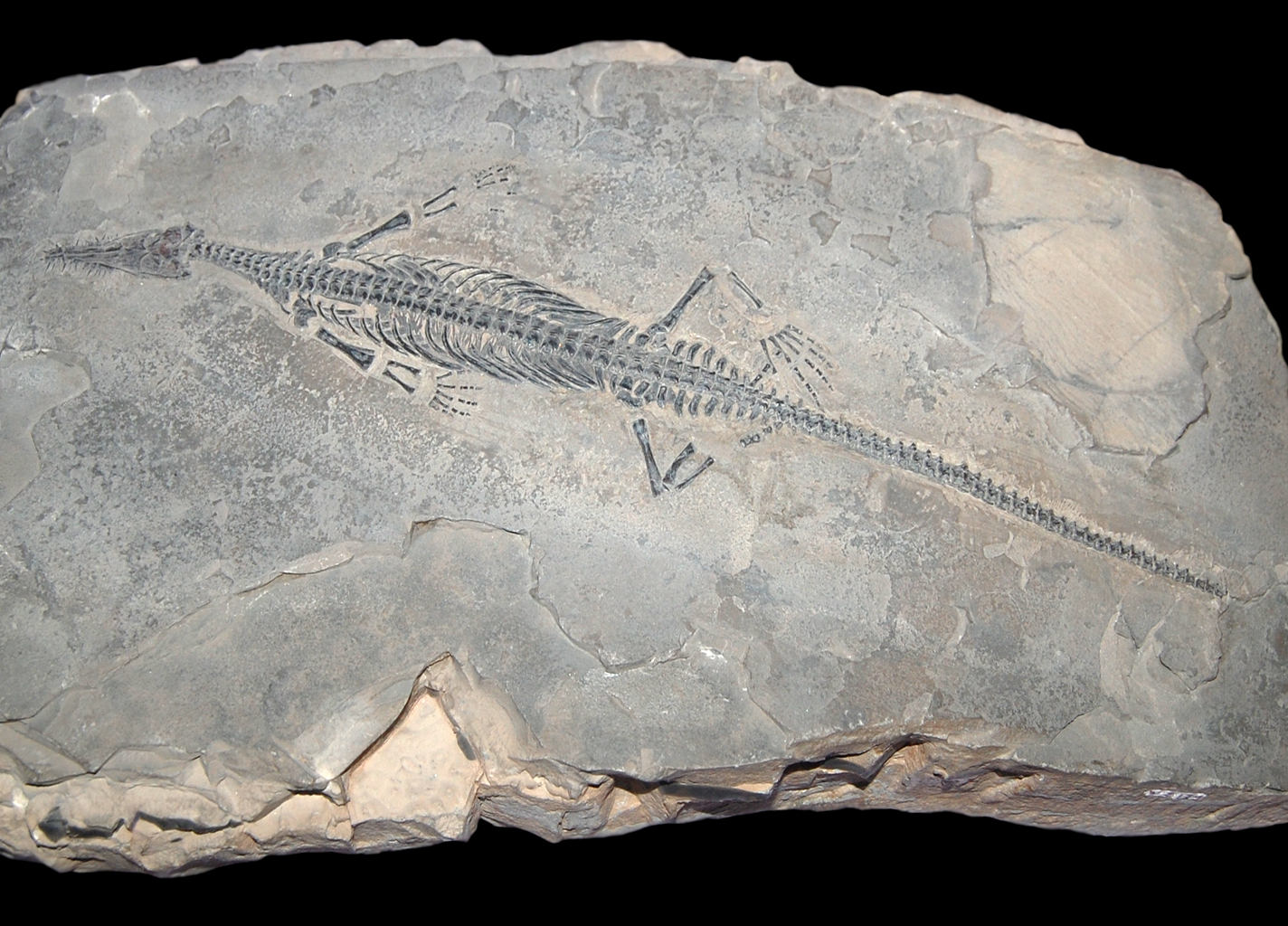
Mesosaurus timidus

Tenía 21 vértebras sin contar las caudales.
Mesosaurus tenía una constitución esbelta y una forma alargada, lo que se traduce en una buena aerodinámica que le permitía nadar a gran velocidad. Además, las patas terminaban en manos palmeadas, que tenían función de remo para impulsar al animal gracias al desplazamiento hacia atrás del agua. La cola del mesosaurio era estrecha y larga, perfectamente adaptada para sus necesidades, y tal vez contase con una aleta.
Normalmente se ha considerado que se trata de un anápsido, pero Friedrich von Huene lo consideraba como un sinápsido, idea que se ha retomado recientemente.

## Paleobiología

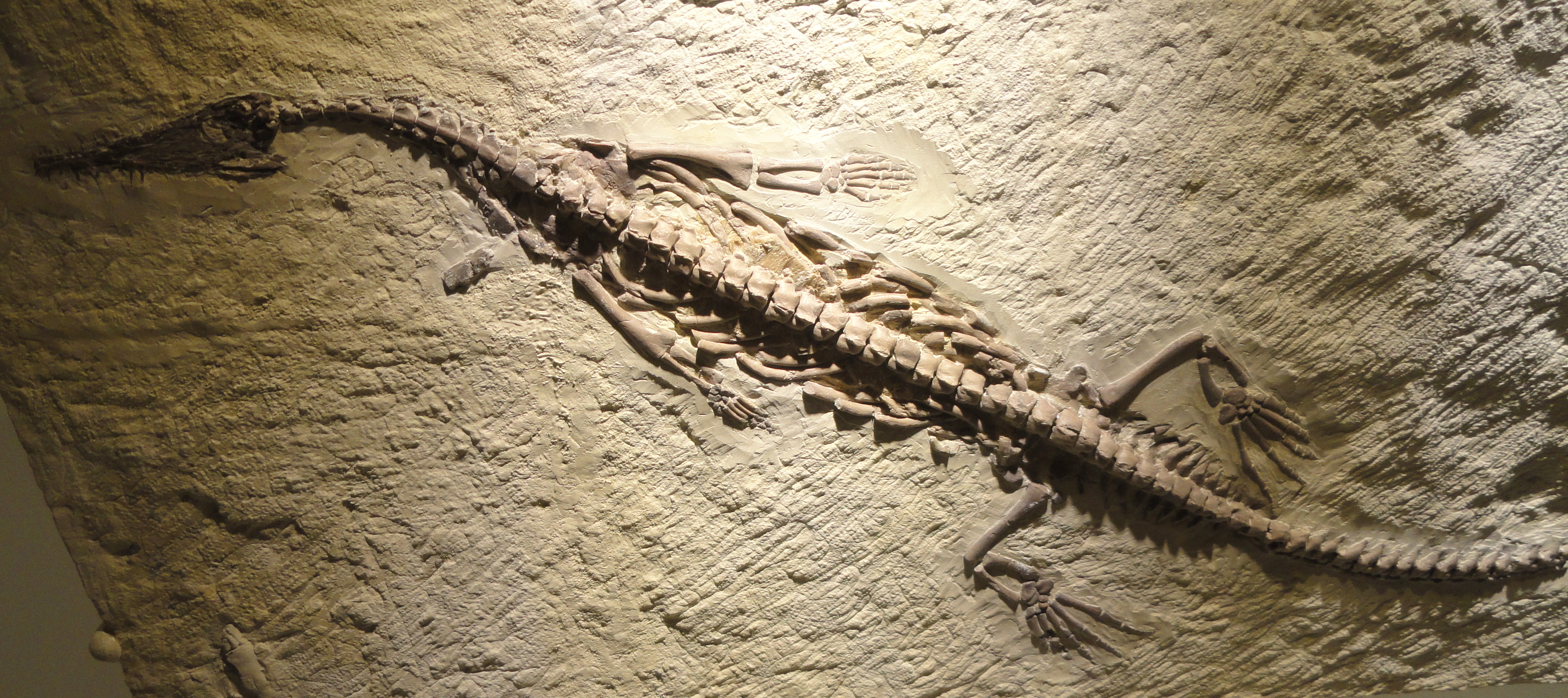
Mesosaurus Brasiliensis

El mesosaurio fue uno de los primeros reptiles en volver al agua de la que provenían sus ancestros anfibios. Vivió en lagos y estanques pérmicos, donde cazaba peces pequeños y otros animales acuáticos. Gracias a su forma aerodinámica, Mesosaurus pudo tener suficiente velocidad para ser un depredador competitivo.
Tal vez se propulsase en el agua con sus largas patas posteriores y con la cola. Tenía un cuerpo flexible que podía moverse lateralmente, pero, como ocurre hoy en los manatíes, contaba con unas costillas gruesas que tal vez lo protegieran en esos movimientos.
La posición elevada de las narinas servía al efecto de poder respirar sacando del agua sólo la parte superior de la cabeza, a la manera de los cocodrilos modernos. 

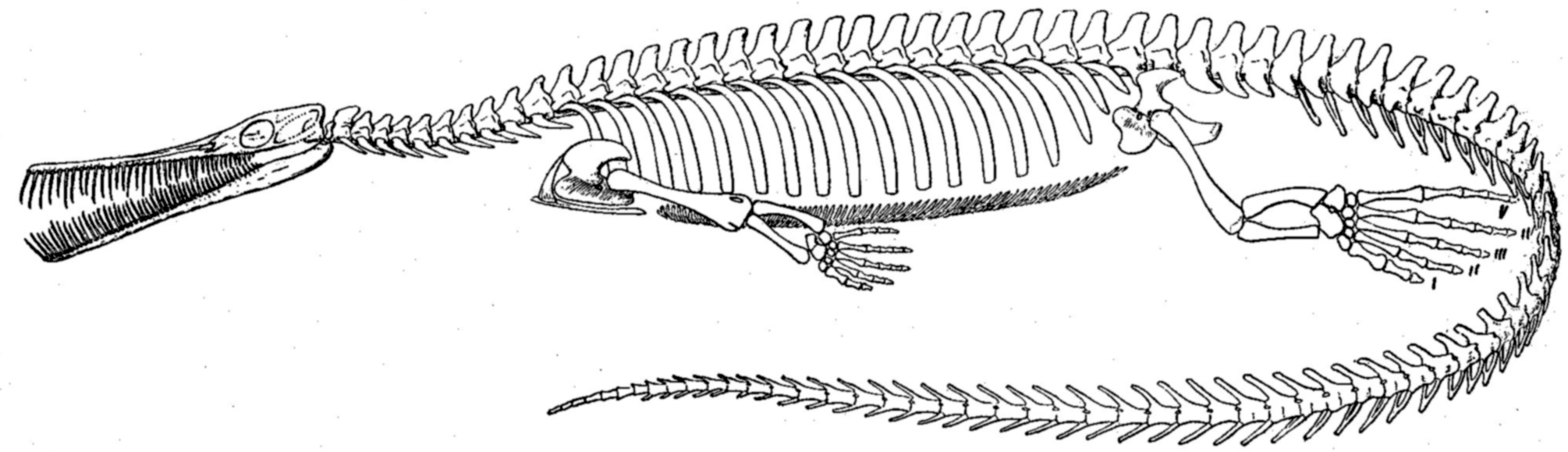
Reconstrucción temprana que muestra pequeños dientes en una cantidad bastante mayor que la que corresponde a la realidad. 1908.

En principio se pensaba que la dentición estaría adaptada para la filtración de partículas en suspensión de manera que el animal pudiera alimentarse del plancton, de huevos de peces y de larvas pequeñas. No obstante, esa idea daba por sentado que los dientes del mesosaurio eran muy abundantes y que, en la mordida, la dentadura se cerraba por completo. La revisión de los restos fósiles ha puesto de manifiesto que no eran tantos esos dientes y que más bien eran adecuados para la captura de organismos nectónicos como los crustáceos.

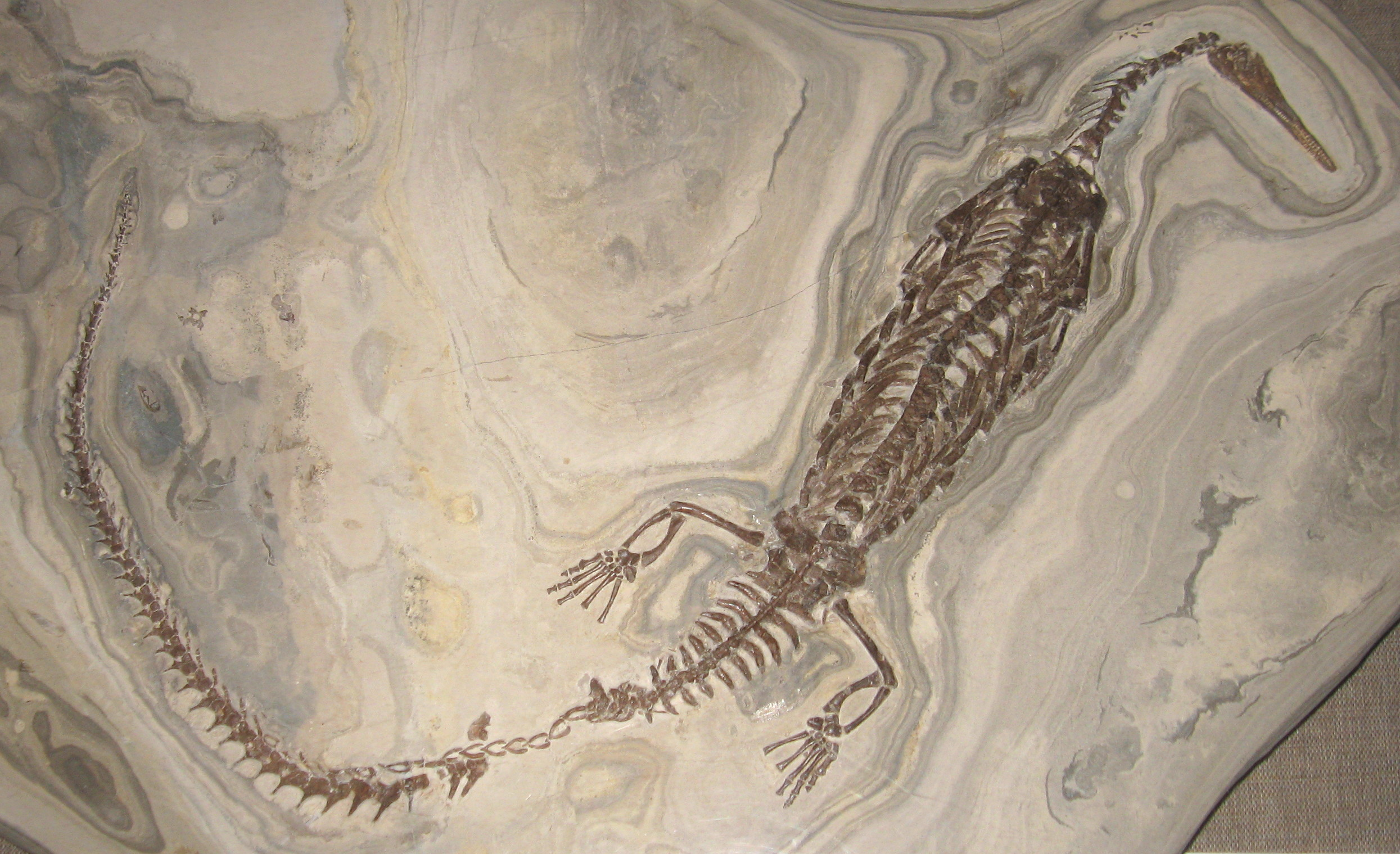
Mesosaurus Teniudens

La paquiostosis que presentan los huesos del mesosaurio tal vez sirviera al efecto de mantener una flotación neutra en la zona superior de la columna de agua. El peso adicional podría haber contribuido a una estabilización del cuerpo en la superficie, o hacer que aumentase el momento del buceo del animal. Si bien el esqueleto del mesosaurio presenta abundantes rasgos que sugieren una vida por completo acuática, tal vez este animal pudiera desplazarse también en el medio terrestre. Las articulaciones principales de las patas tenían muy poco juego, de manera que no es razonable considerar que pudiera andar, pero tal vez se desplazase a la manera de las tortugas marinas hembras cuando abandonan un tiempo el agua en la temporada de desove. Se piensa que tal vez desovase en las orillas. También se considera la posibilidad de que tuviera hibernación.

## Literatura
- Carroll, R. L.: Vertebrate Paleontology and Evolution ("La paleontología de los vertebrados y la evolución"). Edd.: K. Behrensmeyer y J. Alroy. W.H. Freeman & Company. 1988.
- LeGrand, Homer Eugene (1988). Drifting Continents and Shifting Theories: The Modern Revolution in Geology and Scientific Change ("Continentes a la deriva y teorías cambiantes"). Edición ilustrada. Cambridge University Press. 313 pp. ISBN 0521311055, ISBN 9780521311052.
  - Vista previa del libro.
- Margulis, Lynn; Clifford Matthews y Aaron Haselton: Environmental Evolution: Effects of the Origin and Evolution of Life on Planet Earth ("Evolución ambiental: efectos en el planeta Tierra del origen y de la evolución de la vida"). Contribuciones de Clifford Matthews y Aaron Haselton. 2.ª edición. 2000. 338 pp. ISBN 0262631970, ISBN 9780262631976.
- Sepkoski, J. J.: A compendium of fossil marine animal genera ("Compendio de los géneros marinos fósiles del reino animal"). Bulletins of American Paleontology, 363: 1–560. 2002.
- Parker, Steve: Dinosaurus: the complete guide to dinosaurs ("Guía completa de los dinosaurios"). Firefly Books Inc, 2003. Pág. 90.